# Gustáv Žáček
Gustáv Žáček (7. července 1921 – 16. dubna 1971) byl slovenský fotbalista, záložník.

## Fotbalová kariéra
V československé lize hrál za ŠK Bratislava. Dal 5 ligových gólů. V roce 1943 nastoupil za Slovensko v 1 utkání proti Chorvatsku v Záhřebu.

## Ligová bilance
| Ročník                     | Zápasy | Góly | Klub          |
| -------------------------- | ------ | ---- | ------------- |
| Státní liga 1945/46        | -      | 0    | ŠK Bratislava |
| Státní liga 1946/47        | -      | 0    | ŠK Bratislava |
| Státní liga 1947/48        | -      | 5    | ŠK Bratislava |
| Československá liga CELKEM | -      | 5    |               |